# Blaufelden
Blaufelden est une commune de Bade-Wurtemberg (Allemagne), située dans l'arrondissement de Schwäbisch Hall, dans la région de Heilbronn-Franconie, dans le district de Stuttgart.

## Industrie
- Brasserie de bière L. Bullinger à Raboldshausen.